# Levende Leie

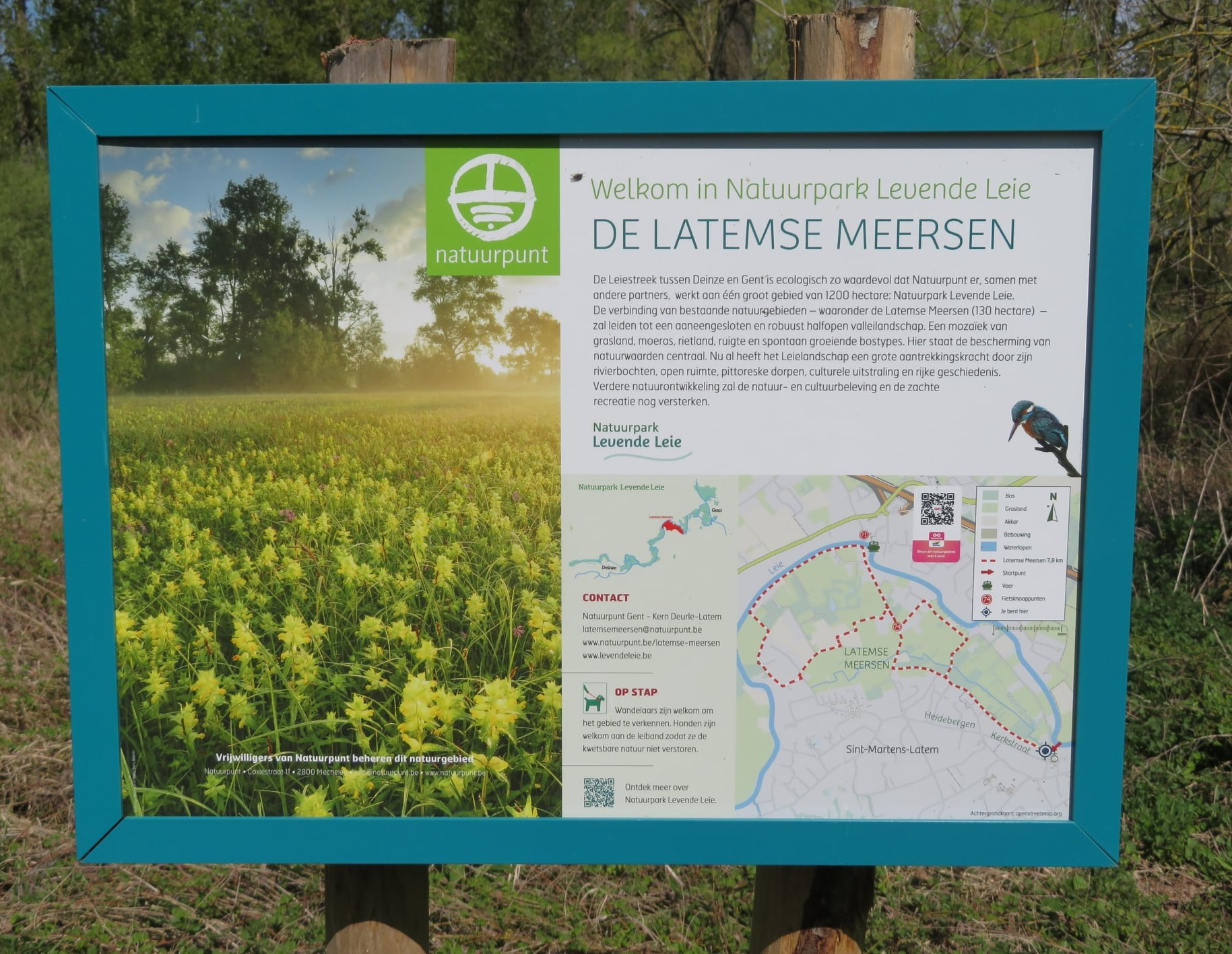

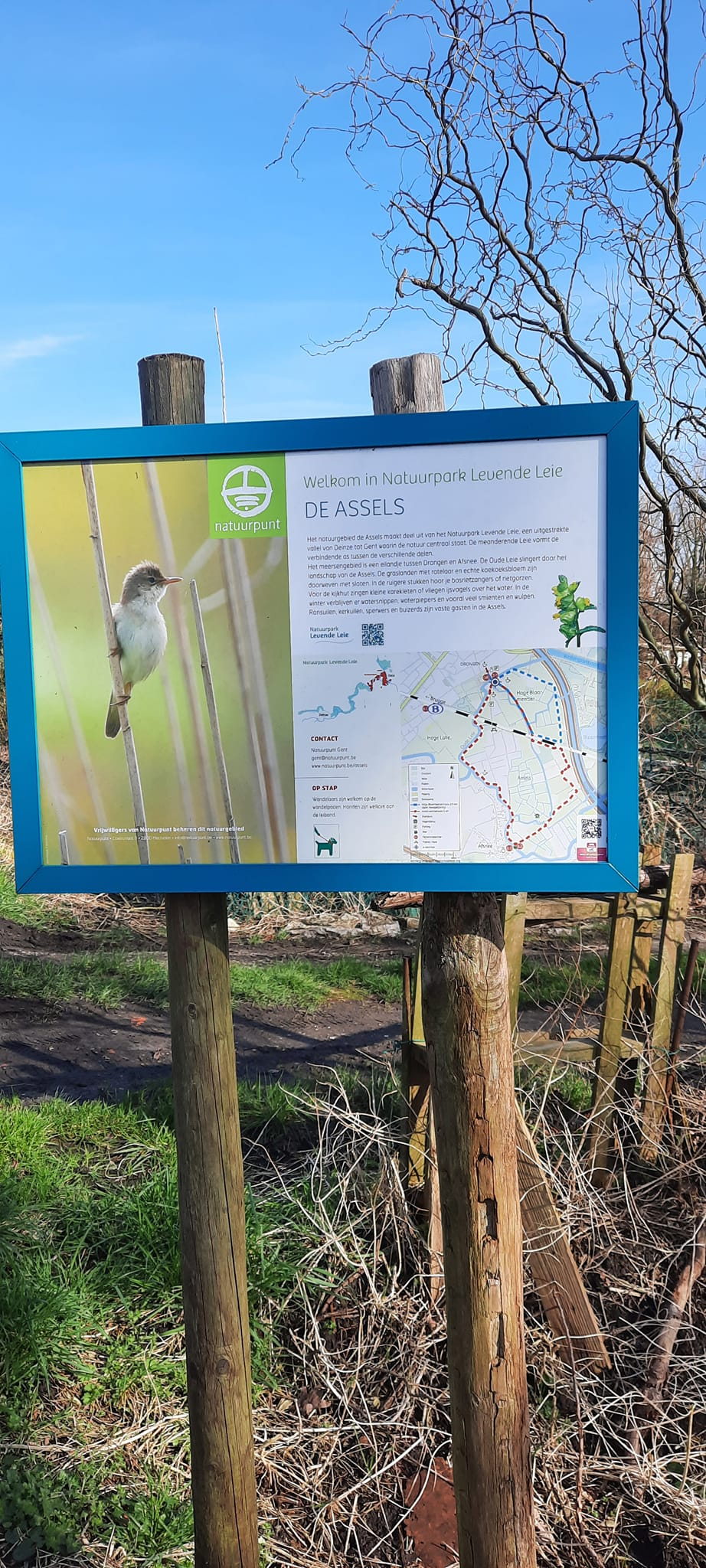

Levende Leie is een natuurproject waarbij er rond de benedenloop van de Leie tussen Deinze en Gent een groen gebied gevormd werd. Soms wordt dit ook benoemd als Leve(n)de Leie.

## Gebied
De benedenloop van de Leie werd gespaard van de rechttrekking dankzij het Schipdonkkanaal. De rivier behield hierdoor zijn meanderende stroom. Dit stuk kan niet gebruikt worden door professioneel transport en wordt enkel voor recreatie gebruikt.
Door een gemeenschappelijke aanpak in aankoopbeleid en bescherming vormen de aangrenzende gronden een lint van natuur.
Het project beslaat aansluitend van Gent tot Deinze uit:
- Bourgoyen-Ossemeersen (Gent)
- Keuzemeersen (Baarle en Drongen)
- Assels (Drongen)
- Hoge Blaarmeersen (Drongen)
- Hoge Lake (Drongen)
- Beerlaertmeersen (Afsnee)
- Latemse meersen (Sint-Martens-Latem)
- Leernse meersen (Sint-Martens-Leerne)
- Domein Kasteel van Ooidonk (Sint-Maria-Leerne)
- Leiemeersen (Astene)

In januari 2019 keurde minister Schauvliege de fusie tussen de twee erkende reservaten Keuzemeersen en Assels goed, met daarenboven nog een uitbreiding bescherming van 28,5 hectare. De Noordelijke Keuzemeersen liggen tussen twee gebieden in.
Na Gent, waar de Leie in de Schelde uitmondt, is er het project Leve(n)de Schelde.

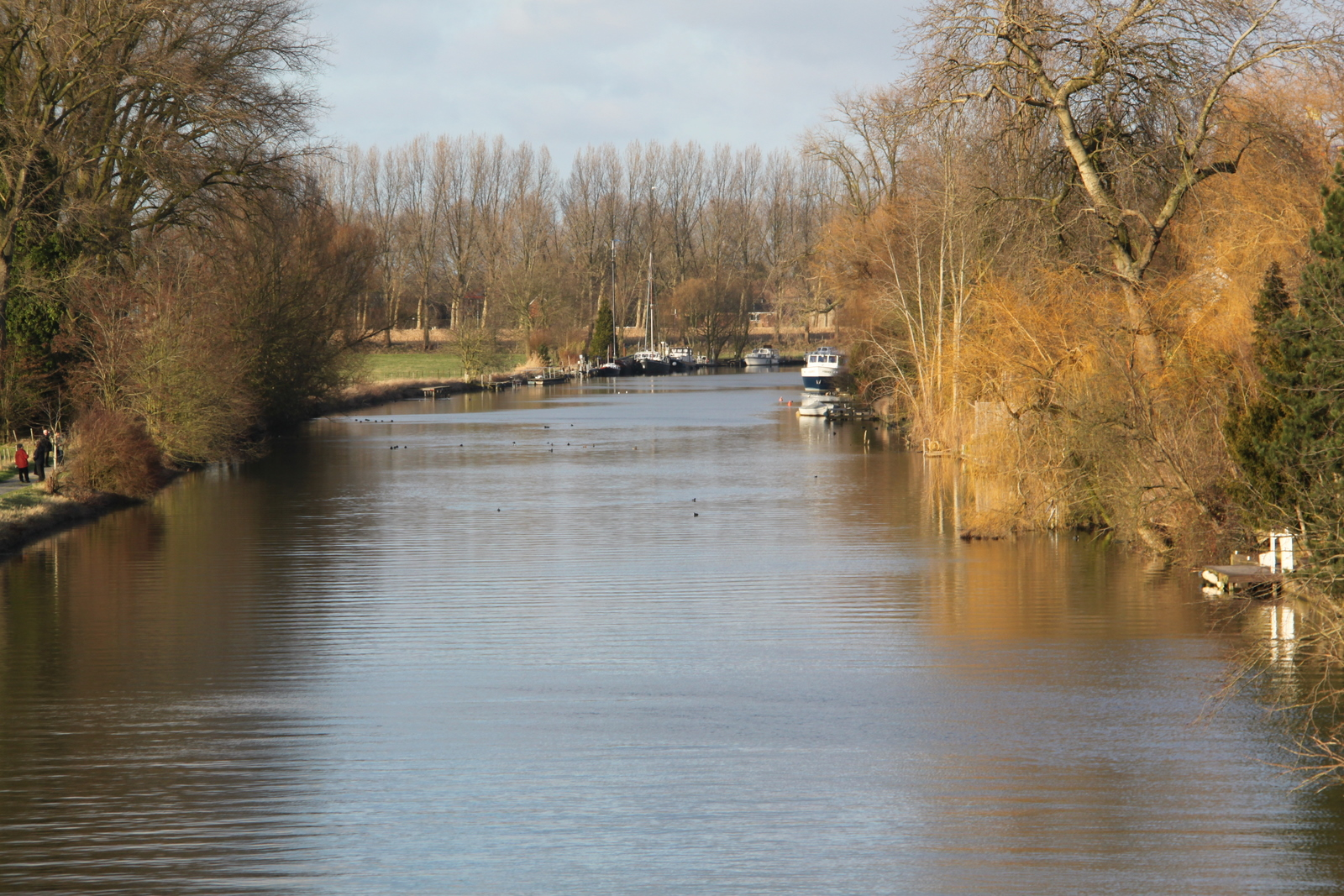
Afsnee (Gent)
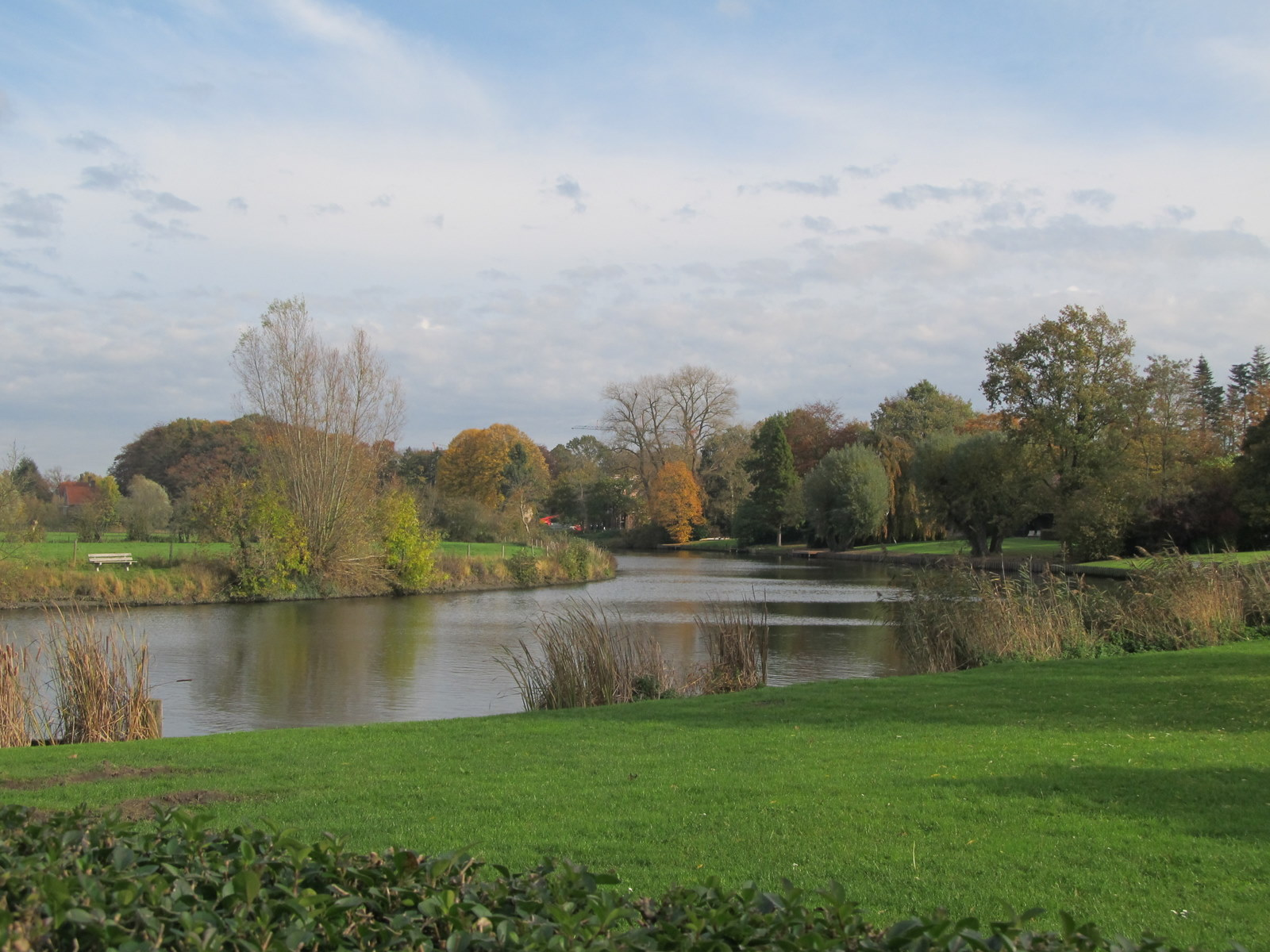
Sint-Martens-Latem
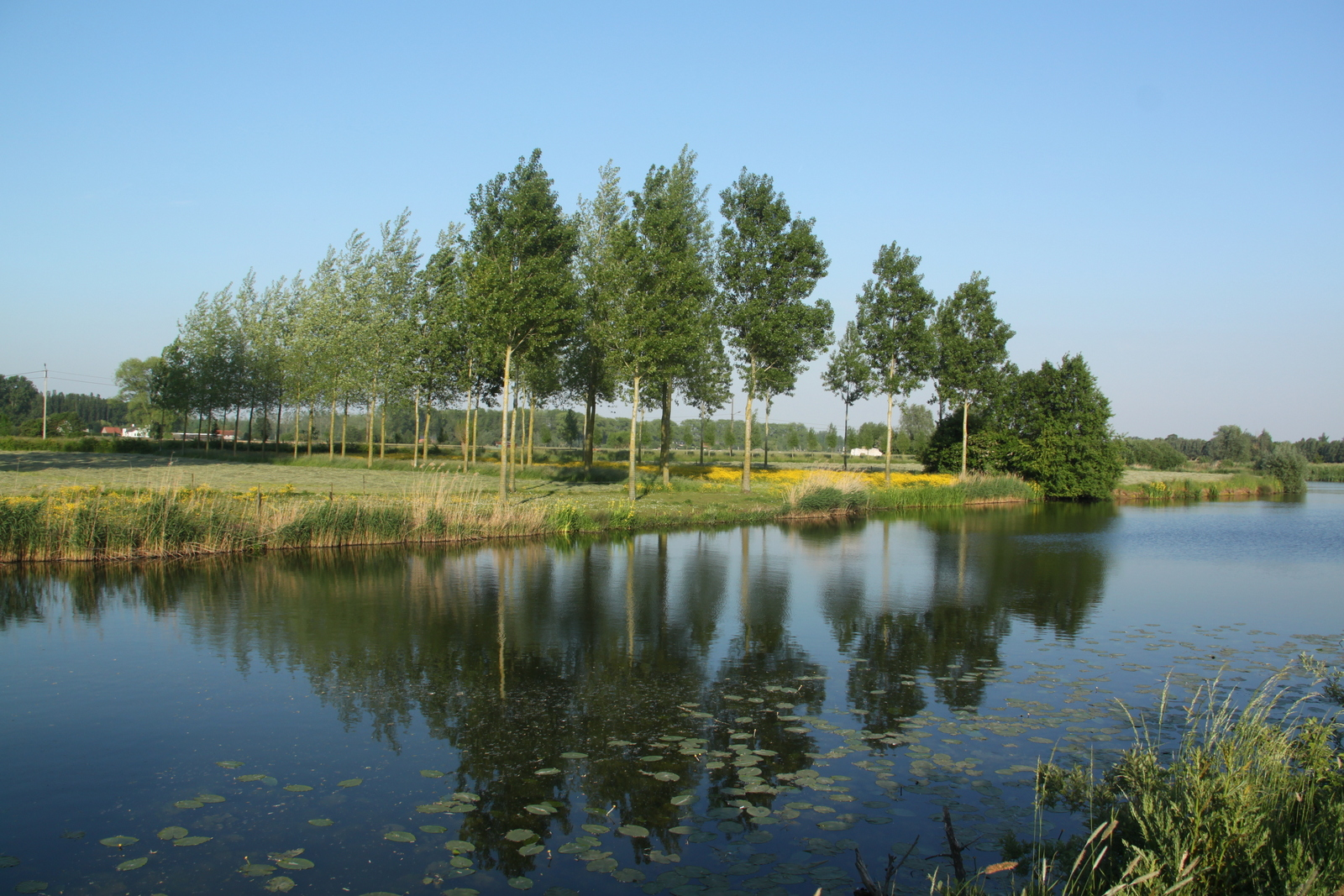
Bachte-Maria-Leerne
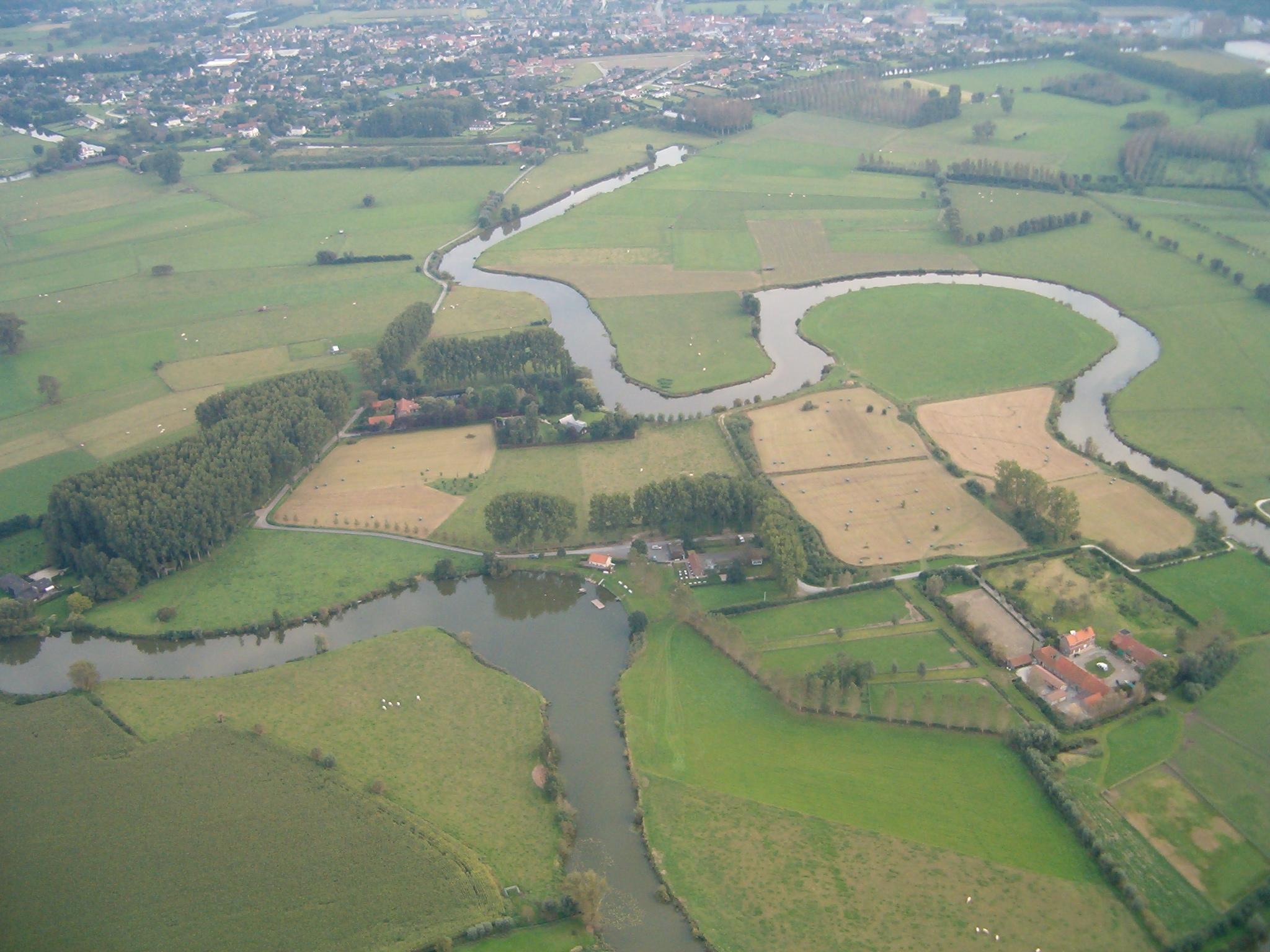
Bachte (Deinze)
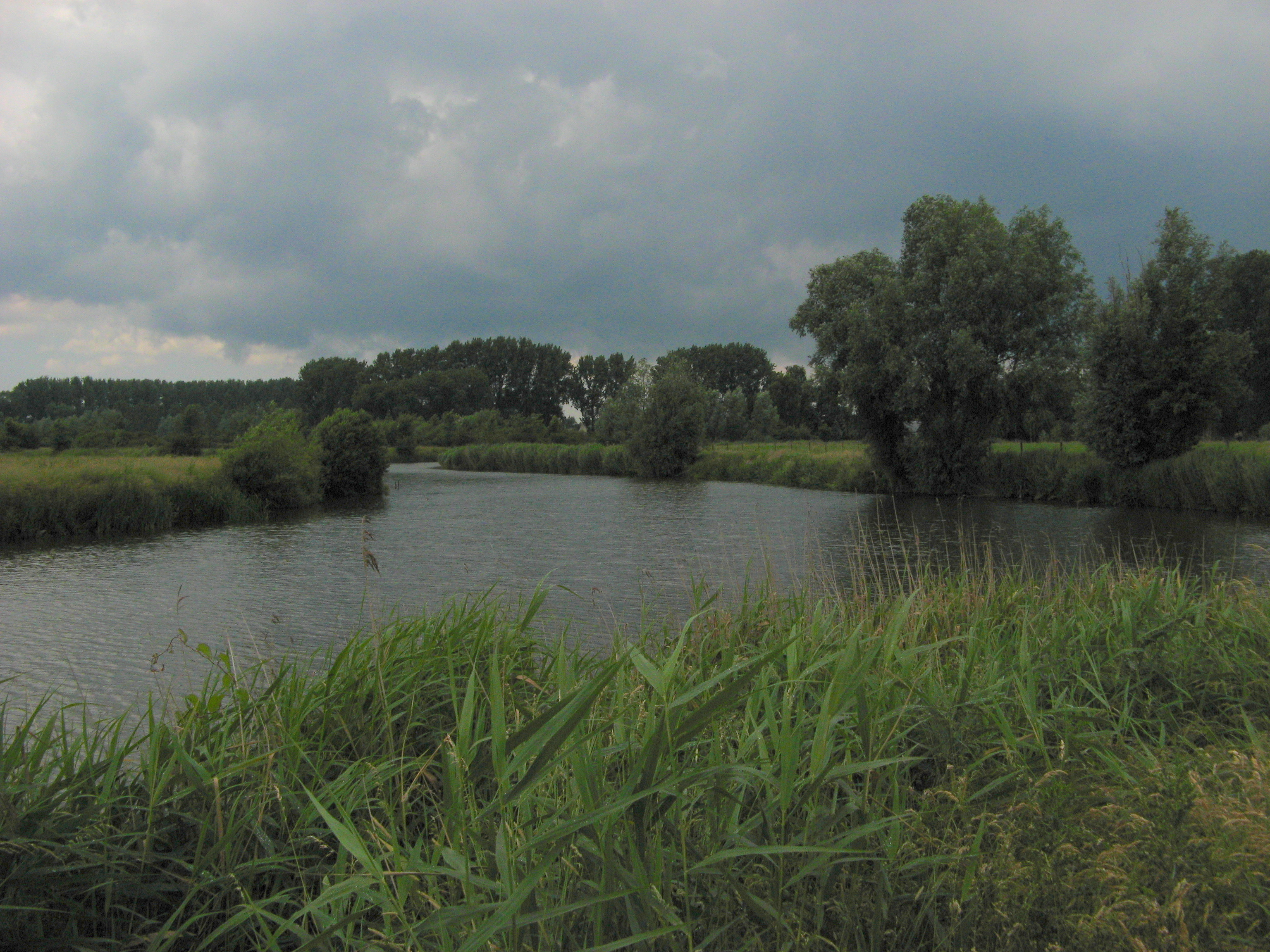
Astene (Deinze)